# Grecja na Zimowych Igrzyskach Olimpijskich 1952
Grecję na Zimowych Igrzyskach Olimpijskich 1952 reprezentowało trzech zawodników (sami mężczyźni). Był to trzeci start reprezentacji Grecji na zimowych igrzyskach olimpijskich. Wszyscy zawodnicy wystartowali w narciarstwie alpejskim.

## Skład kadry

### Narciarstwo alpejskie
Mężczyźni
Zjazd
| Zawodnik            | Czas                     | Miejsce                  |
| ------------------- | ------------------------ | ------------------------ |
| Alexandros Vouxinos | 6:10,8                   | 72.                      |
| Angelos Lembesi     | Nie ukończył konkurencji | Nie ukończył konkurencji |
| Antonios Miliordos  | Nie ukończył konkurencji | Nie ukończył konkurencji |

Slalom specjalny
| Zawodnik            | Czas 1-go przejazdu | Czas 2-go przejazdu | Łączny czas              | Pozycja                  |
| ------------------- | ------------------- | ------------------- | ------------------------ | ------------------------ |
| Antonios Miliordos  | 2:26,9              | Nie awansował       | Nie awansował            | 79.                      |
| Alexandros Vouxinos | Dyskwalifikacja     | -                   | Nie ukończył konkurencji | Nie ukończył konkurencji |
| Angelos Lembesi     | Dyskwalifikacja     | -                   | Nie ukończył konkurencji | Nie ukończył konkurencji |